# Smilax glyciphylla
Smilax glyciphylla es una especie de planta trepadora perteneciente a la familia  Smilacaceae, es originaria de Australia. 

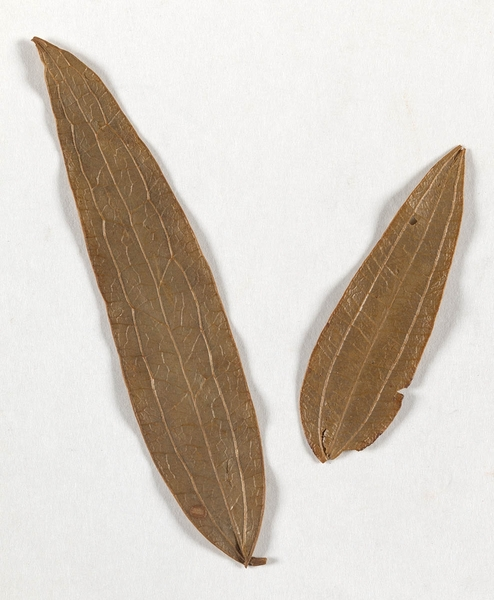
Hojas usadas en infusiones

## Descripción
Es una enredadera dioica, con tallos que alcanzan un tamaño de 5 m de largo, no punzantes. Las hojas con láminas ± lanceoladas, en su mayoría de 4-10 cm de largo, y 1.5-4 cm de ancho, el ápice ± agudo; con superficie del envés glauco, glabro. Con pecíolo de 5-10 mm de largo, trenzado, zarcillos espirales de hasta 8 cm de largo. Las inflorescencias axilares en forma de umbelas simples o compuestas; con pedicelos de 5-12 mm de largo. Los tépalos de 3 mm de largo, cremosos. El fruto es una baya globosa, de 5-8 mm de diámetro, de color negro brillante con una semilla.

## Distribución y hábitat
La especie está generalizada en la selva tropical, bosque esclerófilo y los bosques, principalmente en los distritos costeros, al norte de Termeil, en Nueva Gales del Sur y Queensland en Australia.
Crece en zonas de rusticidad de 9 a 11.

## Usos
Presenta bayas comestibles. Las hojas de sabor dulce se utilizan con fines medicinales por los pueblos aborígenes y los colonos no indígenas, incluso como sustituto del té.
Se usó con fines medicinales en los primeros días de la colonia de Port Jackson para tratar el escorbuto, la tos y las molestias en el pecho. 
Se recomendaba como alternativa al té, tónico y antiescorbútico, y los herbolarios de Sídney todavía lo comercializaban al menos hasta finales del siglo XIX. Se afirma que tiene propiedades similares a la zarzaparrilla jamaicana (Smilax regelii).

## Taxonomía
Smilax glyciphylla fue descrita por James Edward Smith y publicado en J. Voy. N.S.W. 230, en el año 1790.
Etimología
Smilax: nombre genérico que recibe su nombre del mito griego de Crocus y la ninfa Smilax. Aunque este mito tiene numerosas formas, siempre gira en torno al amor frustrado y trágico de un hombre mortal que es convertido en una flor, y una ninfa del bosque que se transforma en una parra.
glyciphylla: epíteto latíno que significa "con hojas dulces".